# Рахман Резаеї
Рахман Резаеї (перс. رحمان رضايی, нар. 20 лютого 1975, Ісфаган, Іран) — іранський футболіст, що грав на позиції захисника. По завершенні ігрової кар'єри — тренер. З 2016 року входить до тренерського штабу клубу «Трактор Сазі».
Виступав за національну збірну Ірану.

## Клубна кар'єра
У дорослому футболі дебютував 1994 року виступами за команду клубу «Барг», в якій провів один сезон. Протягом 1995—1996 років захищав кольори команди клубу «Рах Ахан».
Своєю грою за останню команду привернув увагу представників тренерського штабу клубу «Зоб Ахан», до складу якого приєднався 1996 року. Відіграв за команду з Ісфахана наступні п'ять сезонів своєї ігрової кар'єри.
2001 року уклав контракт з клубом «Перуджа», у складі якого провів наступні два роки своєї кар'єри гравця.
З 2003 року три сезони захищав кольори команди клубу «Мессіна». Більшість часу, проведеного у складі «Мессіни», був основним гравцем захисту команди. З 2006 року два сезони захищав кольори команди клубу «Ліворно».
Згодом з 2008 по 2010 рік грав у складі команд клубів «Персеполіс», «Аль-Аглі» та «Шахін».
Завершив ігрову кар'єру у клубі «Пайкан», за команду якого виступав протягом 2011—2012 років.

## Виступи за збірну
2001 року дебютував в офіційних матчах у складі національної збірної Ірану. Протягом кар'єри у національній команді, яка тривала 9 років, провів у формі головної команди країни 56 матчів, забивши 3 голи.
У складі збірної був учасником кубка Азії з футболу 2004 року в Китаї, на якому команда здобула бронзові нагороди, чемпіонату світу 2006 року в Німеччині, кубка Азії з футболу 2007 року у чотирьох країнах одразу.

## Кар'єра тренера
Розпочав тренерську кар'єру невдовзі по завершенні кар'єри гравця, 2013 року, увійшовши до тренерського штабу клубу «Пайкан», де пропрацював з 2013 по 2014 рік.
В подальшому входив до тренерського штабу клубу «Рах Ахан».
З 2016 року входить до тренерського штабу клубу «Трактор Сазі».

## Статистика виступів

### Статистика клубних виступів
| Сезон                | Команда              | Чемпіонат            | Чемпіонат | Чемпіонат | Усього | Усього |
| Сезон                | Команда              | Чемпіонат            | Ігор      | Голів     | Ігор   | Голів  |
| -------------------- | -------------------- | -------------------- | --------- | --------- | ------ | ------ |
| 1994                 | Барг                 | ?                    | ?         | ?         | ?      | ?      |
| 1995–96              | «Рах Ахан»           | 2Д                   | ?         | ?         | ?      | ?      |
| 1996–97              | «Зоб Ахан»           | ППЛ                  | ?         | ?         | ?      | ?      |
| 1997–98              | «Зоб Ахан»           | ППЛ                  | ?         | ?         | ?      | ?      |
| 1998–99              | «Зоб Ахан»           | ППЛ                  | 22        | 7         | 22     | 7      |
| 1999–00              | «Зоб Ахан»           | ППЛ                  | 0         | 0         | 0      | 0      |
| 2000–01              | «Зоб Ахан»           | ППЛ                  | 29        | 2         | 29     | 2      |
| Усього за «Рах Ахан» | Усього за «Рах Ахан» | Усього за «Рах Ахан» | ?         | 9+        | ?      | 9+     |
| 2001–02              | «Перуджа»            | A                    | 25        | 2         | 25     | 2      |
| 2002–03              | «Перуджа»            | A                    | 13        | 3         | 13     | 3      |
| Усього за «Перуджу»  | Усього за «Перуджу»  | Усього за «Перуджу»  | 38        | 5         | 38     | 5      |
| 2003–04              | «Мессіна»            | B                    | 37        | 2         | 37     | 2      |
| 2004–05              | «Мессіна»            | A                    | 36        | 0         | 36     | 0      |
| 2005–06              | «Мессіна»            | A                    | 34        | 0         | 34     | 0      |
| Усього за «Мессіну»  | Усього за «Мессіну»  | Усього за «Мессіну»  | 107       | 2         | 107    | 2      |
| 2006–07              | «Ліворно»            | A                    | 16        | 1         | 16     | 1      |
| 2007–08              | «Ліворно»            | A                    | 5         | 0         | 5      | 0      |
| Усього за «Ліворно»  | Усього за «Ліворно»  | Усього за «Ліворно»  | 21        | 1         | 21     | 1      |
| 2008–09              | «Персеполіс»         | ПЛПЗ                 | 13        | 0         | 13     | 0      |
| лип.-груд. 2009      | «Аль-Аглі»           | КЛЗ                  | 9         | 1         | 9      | 1      |
| січ.-лип. 2010       | «Шахін»              | ПЛПЗ                 | 6         | 0         | 6      | 0      |
| 2010–11              | «Пайкан»             | ПЛПЗ                 | 13        | 1         | 13     | 1      |
| 2011–12              | «Пайкан»             |                      | ?         | ?         | ?      | ?      |
| Усього за «Пайкан»   | Усього за «Пайкан»   | Усього за «Пайкан»   | 13+       | 1+        | 13+    | 1+     |
| Усього за кар'єру    | Усього за кар'єру    | Усього за кар'єру    | 258+      | 19+       | 258+   | 19+    |

## Титули і досягнення
- Бронзовий призер Кубка Азії: 2004